# Propulsor

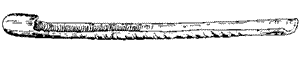
El propulsor o “braç estès” dels nahues i maies

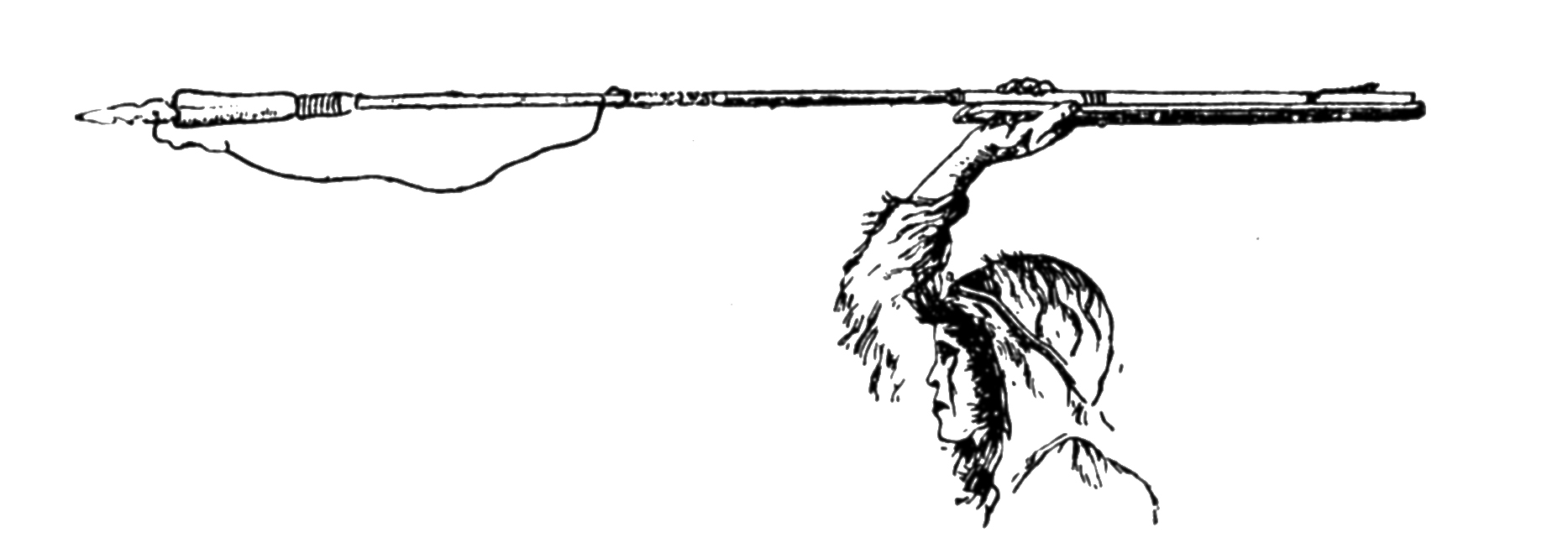
Inuit fent ús d'un propulsor

El propulsor és una arma de projecció que permet, com el nom indica, impulsar o propulsar projectils semblants a les javelines.
Les primeres restes conegudes al món de propulsors daten de fa 12.000 anys, al Paleolític superior a Europa. Però es va estendre amb més rapidesa als pobles precolombins mesomericans, especialment entre els mexiques i els maies a Mèxic i Guatemala, on van aparèixer fa 8.000 anys, i encara els usaven els inuit a mitjans del segle xx per a la caça d'animals marins. En llengua nahatl se'ls anomena àtlatl, que voldria dir "braç estès". A Austràlia també hi ha restes de projectils utilitzats per aborígens, anomenats woomera.